# Данн, Александр Робертс
Александр Робертс Данн (англ. Alexander Roberts Dunn; 15 сентября 1833, Йорк, Верхняя Канада — 25 января 1868) — полковник британской армии, участник Крымской войны. Первый канадец — кавалер Креста Виктории.

## Биография

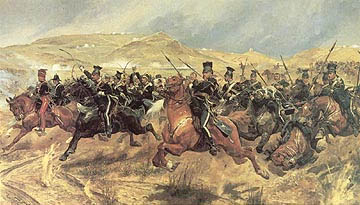
Атака легкой бригады

Родился 15 сентября 1833 года в Йорке (Онтарио, Канада) в семье политика Джона Генри Данна. Образование получил в колледже Верхней Канады и школе Хэрроу.
По окончании образования вступил на британскую военную службу. Будучи лейтенантом 11-го гусарского полка, Данн принял участие в Крымской войне.
За отличие в атаке британской лёгкой бригады в сражении под Балаклавой он первым из канадцев был награждён высшей военной наградой Британской империи — крестом Виктории.
По окончании Крымской кампании он вышел в отставку, но в 1858 году вновь вернулся на военную службу и был принят в 100-й пехотный полк. С 1864 года служил в 33-м пехотном полку. Вскоре он был произведён в полковники и назначен командиром этого полка.
В начале 1868 года Данн принял участие в британской карательной экспедиции в Абиссинию. Погиб под Сенафе 25 января 1868 года, ещё до начала военных действий, во время несчастного случая на охоте.
Его крест Виктории долгое время хранился в музее колледжа «Верхняя Канада», однако из-за нескольких попыток его украсть оригинал креста был помещён в банковское хранилище и вместо него выставлена копия.